# Ron Tindall
Pour les articles homonymes, voir Tindall.
Ron Tindall (né le 23 septembre 1935 à Streatham et mort le 9 septembre 2012 à Perth), est un joueur puis entraîneur anglais de football.

## Palmarès
- Chelsea FC
  - Vainqueur du championnat d'Angleterre 1954-1955
  - Vainqueur du Community Shield  en 1955